# تووریانه
تووریانه (به صربی: Tovrljane) یک منطقهٔ مسکونی در صربستان است که در پروکوپلیه واقع شده‌است. تووریانه ۹۰ نفر جمعیت دارد.